# Atlantische Hurrikansaison 2024
Die Atlantische Hurrikansaison 2024 begann offiziell am 1. Juni 2024 und endete am 30. November 2024. Während dieser Periode bilden sich üblicherweise im nördlichen Atlantischen Ozean die meisten Hurrikane, da nur zu dieser Zeit geeignete Bedingungen wie ein erwärmter Ozean, feuchte Luft und wenig Windscherung vorherrschen, welche die Bildung tropischer Wirbelstürme ermöglichen.
Aufgrund der extrem hohen Meerestemperaturen sowie eines beginnenden La-Niña-Ereignisses wurde schon früh mit einer sehr aktiven Saison gerechnet. Der durchschnittliche Wärmegehalt des Wassers im Golf von Mexiko lag am 4. September 2024 bei 126 % des Durchschnittswerts der Jahre 2013 bis 2023 und damit so hoch wie noch nie.
Statistisch wird die Saison mit einer Accumulated Cyclone Energy (ACE) von mindestens 159,6 als „hyperaktiv“ eingeordnet. Sie ist eine von nur wenigen, in denen sich mehr als ein Kategorie-5-Hurrikan bildete. Insgesamt gab es 11 Hurrikans, darunter fünf schwere der Kategorien 3 bis 5. Bereits der zweite Sturm der Saison, Beryl, verstärkte sich Anfang Juli zum Kategorie-5-Hurrikan und verhielt sich eher wie ein Hurrikan während des Höhepunktes der Saison im September. Beryl stellte diverse Rekorde auf. Seine rapide Intensivierung begann so weit östlich wie bei keinem anderen Sturm zu dieser frühen Phase der Saison, verlief stärker als bei fast jedem anderen Sturm seit Beginn der Aufzeichnungen und machte ihn zum ersten bekannten Kategorie-4-Hurrikan im Juni und frühsten und stärksten Kategorie-5-Hurrikan im Juli.
Mit Hurrikan Milton bildete sich im Oktober noch ein weiterer solcher Hurrikan, der sich über extrem warmem Wasser in nahezu beispielloser Geschwindigkeit vom Tropensturm zum Kategorie-5-Hurrikan verstärkte. Nach seinem Landfall als Kategorie-3-Hurrikan etwas südlich von Tampa verursachte er durch Flutwelle, Regen, Windgeschwindigkeit und Tornados schwere Schäden in Florida. Katastrophale Folgen in zahlreichen US-Bundesstaaten verursachte auch der Kategorie-4-Hurrikan Helene, der mit über 240 Toten der tödlichste Hurrikan seit Katrina 2005 auf dem amerikanischen Festland war. Mit maximalen Niederschlagsmengen von ca. 750 mm binnen 48 Stunden löste er gerade in North Carolina katastrophale Überschwemmungen und Erdrutsche aus.
Maßgeblich verursacht durch diese drei Stürme werden alleine die versicherten Schäden der Saison auf mehr als 100 Mrd. US-Dollar geschätzt. Inklusive wirtschaftlicher Folgeschäden kam AccuWeather alleine bei Helene und Milton auf eine Gesamtschadenssumme von ca. 385 bis 430 Mrd. Dollar. Dies ist auch inflationsbereinigt mehr als der Schaden durch Hurrikan Katrina, der 2005 New Orleans verwüstete, und entspricht nicht ganz 2 % des durchschnittlichen Bruttoinlandsproduktes der Vereinigten Staaten.
Im Laufe der Saison erschienen zahlreiche Attributionsstudien, die die verstärkende Rolle des menschengemachten Klimawandels bei den jeweiligen Stürmen betonten. Eine im November 2024 erschienene zusammenfassende Analyse kam zu dem Ergebnis, dass alle 11 Hurrikans der Saison durch den Klimawandel höhere Windgeschwindigkeiten aufwiesen. Je nach Sturm betrug der Anstieg zwischen 14 und 45 km/h. Ohne diesen Anstieg wären sowohl Helene als auch Milton Kategorie-4-Hurrikans statt solche der Kategorie 5 gewesen, während Debby und Oscar nur Tropenstürme statt Hurrikans gewesen wären. Der Klimawandel machte zudem die erhöhten Meeresoberflächentemperaturen auf den Zugbahnen der Hurrikans um bis zu 800 Mal wahrscheinlicher.

## Saisonvorhersagen
Vor und während der Hurrikansaison erstellen mehrere nationale Wetterdienste, meteorologische Institute und Hurrikanexperten Vorhersagen zu deren erwartetem Verlauf. Darunter sind Vorhersagen des US-amerikanischen Climate Prediction Center der National Oceanic and Atmospheric Administration (NOAA), Tropical Storm Risk (TSR), das britische Met Office (UKMO), sowie Wissenschaftler an der Colorado State University (CSU), der University of Arizona (UA) und der North Carolina State University (NCSU). Die Vorhersager berücksichtigen dabei wöchentliche und monatliche Veränderungen signifikanter Faktoren, um die Zahl der benannten tropischen Stürme, Hurrikane und schweren Hurrikan vorherzusagen. Nach den Angaben von NOAA und CSU umfasst die durchschnittliche atlantische Hurrikansaison in der derzeit signifikanten Periode zwischen 1991 und 2020 ungefähr 14 tropische Stürme, sieben Hurrikane und drei schwere Hurrikane und erreicht eine Accumulated Cyclone Energy (ACE) von 72–111.
Grob gesprochen ist der ACE-Index ein Maß, um die Kraft eines tropischen oder subtropischen Sturms über die Dauer seiner Existenz anzugeben, wobei nur volle sechsstündige Intervalle berücksichtigt werden. Phasen, in denen der Sturm kein Sturm ist oder nicht tropisch oder subtropisch ist, werden nicht mitgerechnet. Die NOAA kennzeichnet Hurrikansaisons normalerweise in Abhängigkeit des kumulierten ACE-Indexes als überdurchschnittlich, durchschnittlich oder unterdurchschnittlich, berücksichtigt allerdings in Einzelfällen auch, wie viele tropische Stürme, Hurrikane und schwere Hurrikane sich gebildet haben.
Alle bislang veröffentlichten Prognosen gehen von einer überdurchschnittlich starken Aktivität für die Saison 2024 aus. Die NOAA erwartete in ihrer, einer gute Woche vor dem kalendarischen Beginn der Hurrikansaison bekanntgegebenen, Prognose mit 70 %iger Wahrscheinlichkeit zu 85 % eine überdurchschnittliche, nur zu 10 % eine durchschnittliche und nur zu 5 % eine unterdurchschnittliche Hurrikanaktivität.
Hauptgrundlage für die erwartete hohe Aktivität sind sowohl die auf Rekordniveau befindlichen Meerestemperaturen als auch der erwartete Umschwung von einer El Niño zu einer La-Niña-Phase, was beides die Entwicklung von Stürmen begünstigt. Die Meerestemperaturen lagen im späten Mai 2024 weitaus höher als vor der Hurrikansaison 2005, die eine der aktivsten und zerstörerischsten Saison aller Zeiten war. Niemals zuvor wurden so hohe Meerestemperaturen gemessen. Mehr als 90 % der für die atlantische Hurrikansaison relevanten Meeresgebiete wiesen zu dem Zeitpunkt Temperaturen auf Rekordniveau oder knapp darunter auf. Auch kam es in der Saison 2023, in der ein sehr starker El Niño herrschte, mit 20 Stürmen zu der vierthöchsten Zahl seit dem Jahr 1950, obwohl El Niños typischerweise einen dämpfenden Effekt auf die Sturmaktivität ausüben. Experten führen diese Zahl größtenteils auf die sehr hohen Meerestemperaturen zurück. Besonders heiß war die Karibik, wo bereits im Mai Meerestemperaturen von mehr als 29 °C erreicht waren, die sonst niemals vor August aufgetreten waren. Diese Temperatur war damit bereits wärmer als die durchschnittliche Maximaltemperatur der Jahre 1991 bis 2020, die normalerweise erst im September erreicht wird. Solche Temperaturen erhöhen zugleich die Risiken für rapide Intensivierung von Stürmen und sehr hohe Niederschlagsmengen.
Befürchtet wird zudem, dass durch die marine Hitzewelle seit 2023, die zu einem massenhaften Korallensterben vor Florida geführt hat, der natürliche Schutz vor Stürmen geschwächt wurde. Intakte Korallenriffe wirken als eine Art Barriere für Sturmfluten, die deren Wirkung abmildern.

## Systeme

### Tropischer Sturm Alberto
Am 17. Juni 2024 begann das National Hurricane Center Warnungen bezüglich des potentiellen Tropischen Sturms Eins herauszugeben. Das relativ große System befand sich zu diesem Zeitpunkt in der Bucht von Campeche in der Karibik und bewegte sich in nordnordwestliche Richtung. Für Teile Mexikos und Texas wurden Tropensturmwarnungen herausgegeben. Zuvor hatte das System bereits starke Regenfälle über Teile Mittelamerikas gebracht. Durch diese starben in El Salvador elf Menschen, drei weitere kamen in Guatemala ums Leben. Am 19. Juni wurde das System zum tropischen Sturm Alberto heraufgestuft. Zu dem Zeitpunkt war der Sturm sehr einseitig gestaltet. Während das Windfeld im Norden noch 650 km vom Zentrum Tropensturmstärke erreichte, waren die Windgeschwindigkeiten südlich des Zentrums relativ gering. Das National Hurricane Center warnte vor Regenmengen zwischen 100 und 200 Litern, lokal sogar 400 Liter pro Quadratmeter. Nach einer langen Trockenheit in Teilen Mexikos sehen die dortigen Behörden die von Alberto verursachten Niederschläge als willkommene Möglichkeit, die anhaltende Wasserknappheit endlich zu lindern.
Am 20. Juni 2024 traf Alberto nahe Tampico westwärts ziehend auf die mexikanische Ostküste. Nach dem Landgang schwächte er sich zu einem tropischen Tief ab. Am gleichen Tag endete die Zirkulation, sodass Alberto als posttropisch eingestuft wurde. Während die Auswirkungen in Tampico minimal waren, kam es weiter nördlich zu deutlich stärkeren Schäden durch Regen und Sturmflut. In Mexiko starben mindestens drei Menschen aufgrund von Überflutungen, auch in Texas kam es in Küstennähe zu großen Überflutungen, nachdem eine Sturmflut mit einer Höhe bis etwa ein Meter über Normal auf Land getroffen war.

### Hurrikan Beryl

#### Verlauf

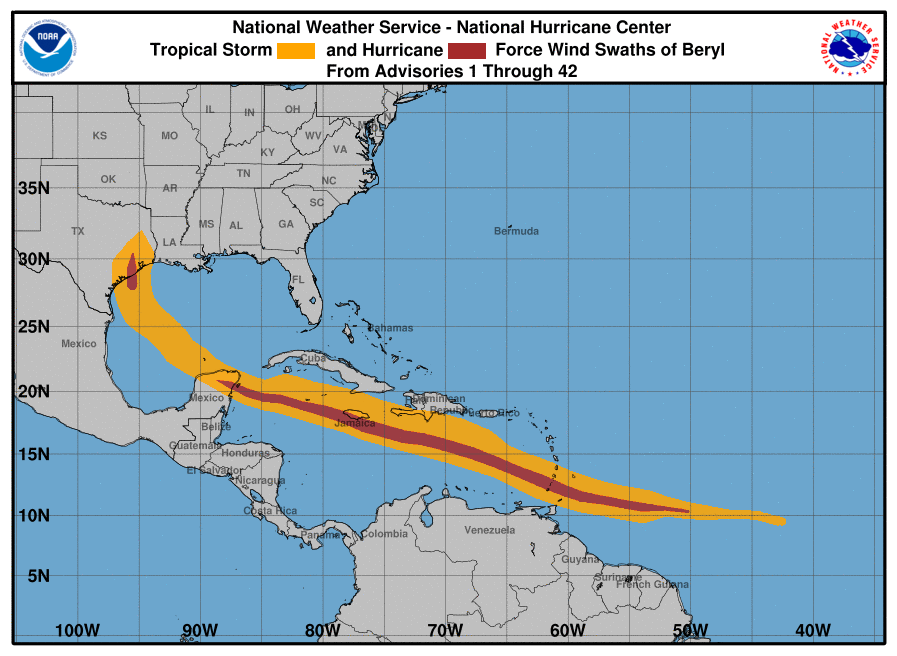
Windfeld von Beryl im zeitlichen Verlauf. Orange Tropensturmstärke, Rot Hurrikanstärke

Am 28. Juni bildete sich über dem zentralen tropischen Atlantik, gut 2000 km ostsüdöstlich der Inseln über dem Winde, das Tropische Tief Zwei. Die NOAA stufte es am nächsten Tag, als es mit 16 Knoten auf die Antillen und die Karibik zuzog, zum tropischen Sturm „Beryl“ herauf. Anschließend kam es zu einer rapiden Intensivierung des Sturms. Noch am Nachmittag (Ortszeit) des 29. Juni erreichte Beryl Hurrikanstärke. Am Morgen des 30. Juni hatte er sich zum Kategorie-3-Hurrikan entwickelt und noch vor dem Mittag verstärkte er sich zum Kategorie-4-Hurrikan. In der folgenden Nacht schwächte er sich bei einem Eyewall-Replacement-Cycle zwischenzeitlich zum Kategorie-3-Hurrikan ab, erreichte danach aber wieder Kategorie-4-Stärke.
Am 1. Juli gegen 11.10 Ortszeit traf Beryl als Kategorie-4-Hurrikan mit Windgeschwindigkeiten von 240 km/h auf die Insel Carriacou. Auf seinem Weiterzug durch die östliche Karibik steigerte er sich am späten Abend des 1. Juli zu einem Kategorie 5-Hurrikan. Nachdem er sich am 2. Juli bis zu Windgeschwindigkeiten von 270 km/h verstärkte, schwächte er sich am Mittag Ortszeit mit zunehmender Windscherung wieder zum Kategorie-4-Hurrikan mit 250 km/h ab. Dabei zog er südlich der Dominikanischen Republik Richtung Jamaika. Böen erreichten während dieser Abschwächungsphase dennoch 325 km/h. In der Nacht vom zweiten auf den dritten Juli durchquerte Beryl eine Region mit starker Windscherung von 20–25 Knoten, die üblicherweise die Stärke eines Hurrikans reduziert, schwächte sich dabei aber dennoch nur leicht ab und hatte auch weiterhin ein intaktes Auge.
Am 3. Juli gegen 21 Uhr UTC begann die rechte Eyewall von Beryl, in der die stärksten Winde herrschen, die Südküste von Jamaika zu streifen. Zu dem Zeitpunkt war Beryl weiterhin ein Kategorie-4-Hurrikan mit anhaltenden Windgeschwindigkeiten von 220 km/h.
Am 4. Juli um 6 Uhr UTC schwächte sich Beryl nahe Jamaika zu einem Kategorie-3-Hurrikan ab. Als solcher zog Beryl ca. 80 km südlich an den Cayman-Inseln vorbei. Später am Tag, um 1800 UTC, fiel er auf Kategorie-2-Stärke. Am Abend (Ortszeit) des 4. Juli sank sein zwischenzeitlich auf 974 mbar angestiegener Kerndruck innerhalb von nur 1 1⁄2 Stunden auf 962 mbar ab, und er erreichte etwa 250 km vor der Küste der Halbinsel Yucatan wieder die Kategorie 3. Dort befindet sich die Messboje Nr. 42056, die zur Zeit seines Vorüberzugs etwa 40 km südlich der Boje eine Wassertemperatur von 29,2 °C und eine maximale Wellenhöhe von 8,5 Metern registrierte.
Am Morgen des 5. Juli gegen 6:05 Ortszeit traf Beryl als Kategorie 2-Hurrikan fünf Meilen nördlich der Stadt Tulum auf die Ostküste von Yucatan. Mit anhaltenden Windgeschwindigkeiten von 175 km/h lag er beim Landfall nur minimal unter der Grenze zur Kategorie-3-Hurrikan. Anschließend zog Beryl über Land und schwächte sich dort zum Tropischen Sturm ab. Am Abend (Ortszeit) des 5. Juli erreichte er mit anhaltenden Windgeschwindigkeiten von 100 km/h nahe der Stadt Mérida wieder das Meer.
Nachdem Beryl durch den Zug über Yucatan geschwächt wurde und durch trockene Luft zunächst an der Intensivierung gehindert wurde, verstärkte er sich am späten Abend (Ortszeit) des 7. Juli wenige Stunden vor dem Landgang in Texas wieder zum Kategorie-1-Hurrikan. Als solcher traf er am 8. Juli gegen 0900 UTC mit anhaltenden Windgeschwindigkeiten von 130 km/h bei Matagorda (Texas) auf Land.
Nach sukzessiver Abschwächung zum tropischen Sturm und schließlich Tropischem Tief wurde Beryl am 9. Juli um 1500 UTC zum posttropischen System herabgestuft. Zu dem Zeitpunkt befand sich Beryl im Norden von Arkansas und zog nach Nordosten, wo weitere Unwetter-Auswirkungen erwartet wurden. Erst in Kanada, nordöstlich des Ontariosees, löste sich Beryl endgültig auf.

#### Meteorologie

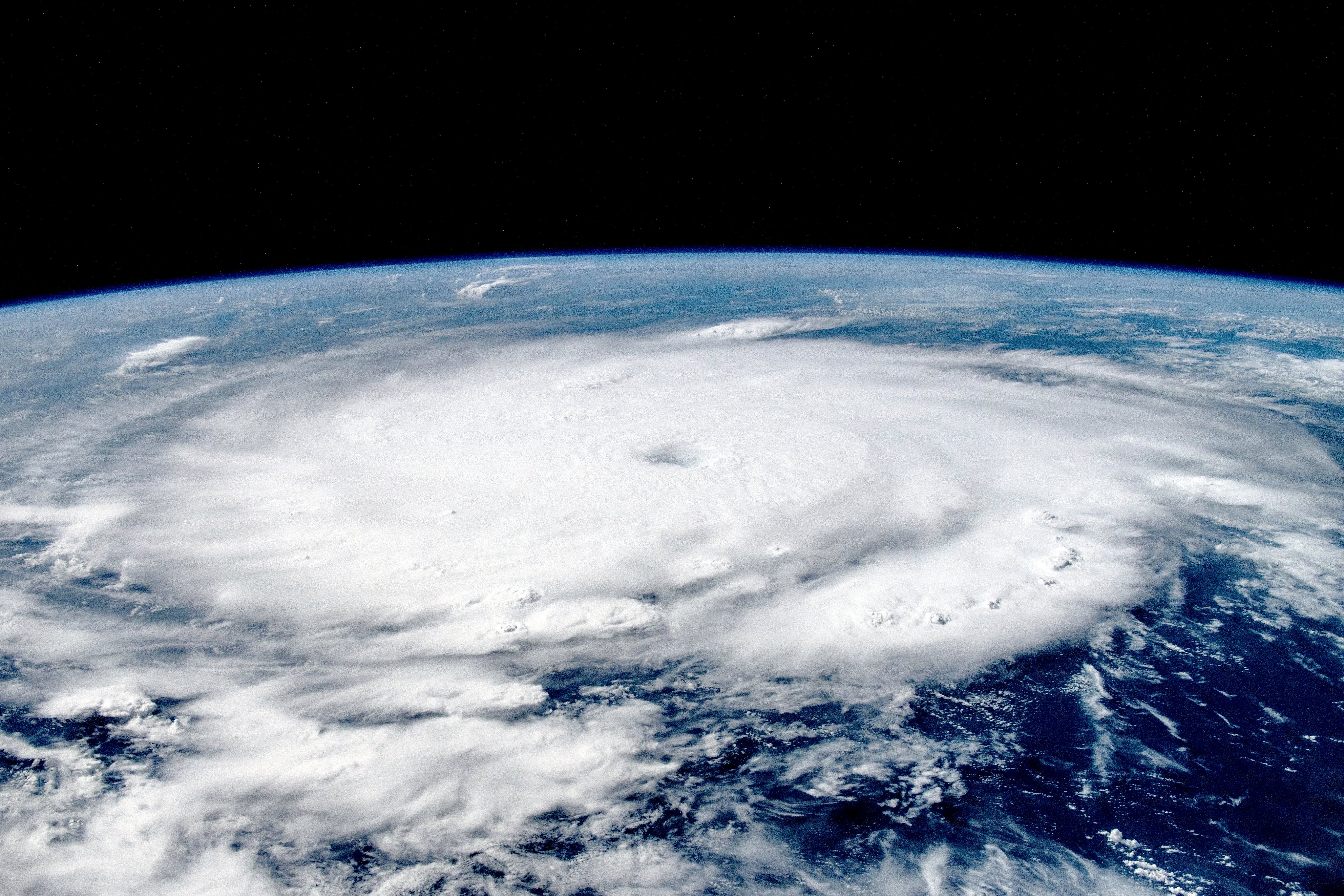
Beryl am 1. Juli, aufgenommen von der Raumstation ISS.

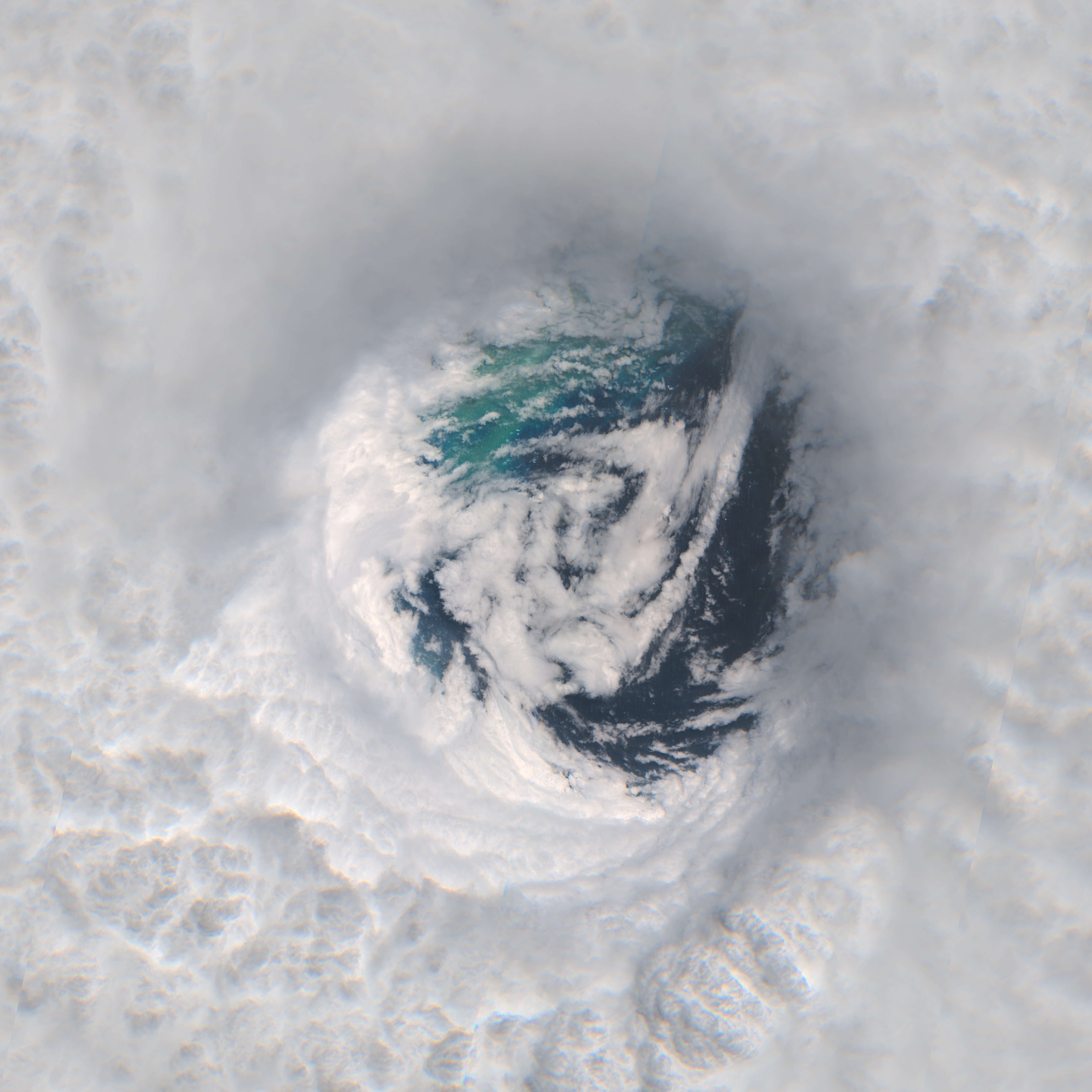
Blick in Beryls Auge (1. Juli)

Beryl war meteorologisch in mehrerlei Hinsicht außergewöhnlich, stellte diverse Rekorde auf und wurde noch vor dem Landfall als „historisch“ eingeordnet.
Nie zuvor bildete sich ein Tropensturm im Juni weiter östlich im Atlantik als Beryl. Nur zwei Tropische Tiefs entstanden in den Jahren 2000 und 2003 noch weiter östlich, entwickelten sich jedoch nicht zum Tropischen Sturm. Zu dieser frühen Phase bilden sich östlich der Bahamas, Kubas und Jamaikas typischerweise keine Stürme bzw. verstärken sich zumindest kaum, da Faktoren wie zu geringe Meerestemperaturen, Saharastaub und trockene Luft dem entgegenwirken.
Beryl trat für einen Hurrikan extrem früh auf. Im langjährigen Durchschnitt bildete sich der erste Hurrikan im Atlantik erst am 11. August. Zudem ist Beryl der Hurrikan, der sich im Juni am weitesten östlich bildete. In dieser Hinsicht übertraf er den Hurrikan „Zwei“ aus dem Jahr 1933. Als Ursache gelten die außerordentlich guten Bedingungen, vor allem die extrem warmen Meere, die bereits Ende Juni Temperaturen hatten, wie sie sonst nur auf dem Saisonhöhepunkt im August und September erreicht werden. Beispielsweise hatte das Meer an der Messstation Nr. 42059, (180 Meilen südsüdwestlich von Puerto Rico) an welcher Beryls Kern am 2. Juli sehr nahe vorüberzog, an diesem Tag eine Temperatur von 28,6 °C. Die Messstation Nr. 42055 in der Campeche-Bucht, 120 Meilen vor Mexikos Küste, wo Beryl am Abend des 5. Juli erwartet wird, registrierte am 2. Juli sogar 29,6 °C. Dort, wo sich Beryl rapide intensivierte, lagen die Meerestemperaturen bei Werten, die sonst erst Mitte September erreicht werden.
Beryl ist zudem der erste Hurrikan überhaupt, der im Juni östlich der Kleinen Antillen eine rapide Intensivierung durchmachte. Diese Intensivierung lief dabei außergewöhnlich schnell ab. Binnen gerade einmal 42 Stunden verstärkte sich das System vom Tropischen Tief zum Major Hurrikan der Kategorie 3. Nur sechs Mal zuvor war eine solch schnelle Entwicklung eines Systems im Atlantik beobachtet worden und niemals vor September. Zudem durchlief Beryl innerhalb seiner Lebensdauer gleich drei rapide Intensivierungen hintereinander. Nur zwei atlantische Kategorie-3-Hurrikane waren in der Aufzeichnungsgeschichte bisher früher als „Beryl“ entstanden: Die Hurrikane „Alma“ am 8. Juni 1966 und „Audrey“ am 27. Juni 1957.
Mit seiner Verstärkung zum Kategorie-4-Hurrikan ist Beryl darüber hinaus der frühste atlantische Hurrikan seit Beginn der Aufzeichnung, der sich zu dieser Stärke entwickelte und der erste Kategorie-4-Hurrikan, der sich jemals im Juni bildete. Der zuvor früheste Kategorie-4-Hurrikan war Dennis, der am 8. Juli 2005 Kategorie 4 erreicht hatte.
Mit 240 km/h Windgeschwindigkeit bei Landfall auf Carriacou war Beryl der stärkste Sturm seit Beginn der Aufzeichnungen, der über die Grenadinen zog, und nach Hurrikan Maria 2017 der zweitstärkste, der die Inseln über dem Winde traf.
Beryl ist zudem der früheste Kategorie-5-Hurrikan, der jemals im Atlantik auftrat, und neben Emily aus der extremen Atlantischen Hurrikansaison 2005 der einzige, der sich jemals im Juli bildete. Da er stärker als Emily war, war er zugleich der stärkste Hurrikan im Atlantik, der seit Beginn der Aufzeichnungen vor dem August auftrat.
Zwischen dem 1. Juli und 4. Juli blieb Beryl über insgesamt dreieinhalb Tage lang ein Hurrikan der Kategorie 4 oder 5. Dies war zuvor in der seit Aufnahme der Satellitenbeobachtungen im Jahr 1966 nur elf Mal geschehen und kein einziges Mal so früh in der Saison. Nur einmal wurde ein solch langer Zeitraum bei einem Hurrikan im August beobachtet (bei Hurrikan Allen 1980), sonst nur im September oder Oktober. Auch wurden erstmals überhaupt vor dem 31. Juli eines Jahres Winde in Hurrikanstärke auf Jamaika gemessen.
Schließlich war Beryl gemessen an der Accumulated Cyclone Energy der energiereichste atlantische Hurrikan vor dem Monat August seit Beginn der Aufzeichnungen.

#### Warnungen und Auswirkungen
Beryl richtete sowohl auf mehreren Inseln der Antillen sowie dem amerikanischen Festland teils schwere Schäden an. Mindestens 19 Menschen in mehreren Staaten kamen durch die Sturmfolgen ums Leben: Auf den Kleinen Antillen starben sieben Menschen, in Venezuela zehn, die durch Überflutungen starben, zudem kamen in Jamaika zwei Menschen ums Leben.
Die von „Beryl“ angerichteten Schäden gehen in die Milliarden: Die versicherbaren Verluste auf den Windward-Inseln werden auf 1 bis 1,5 Milliarden Dollar geschätzt. Jamaika, die Caymaninseln und Mexiko erwarten jeweils bis zu einer Milliarde Dollar an Verlusten. In Texas wird mit versicherten Schäden in Höhe von 2,5 bis 3,5 Milliarden Dollar gerechnet. Die ökonomischen Gesamtschäden gehen hingegen weit über die versicherten Schäden hinaus. AccuWeather bezifferte die ökonomischen Schäden von Beryl alleine in den USA auf bis zu 32 Mrd. Dollar. Unter anderem waren mehrere große Häfen (Corpus Christi, Houston = zweitgrößter der USA, Galveston, Freeport und Texas City) wegen des Hurrikans vorübergehend geschlossen.

##### Kleine Antillen
Für Barbados, St. Lucia, St. Vincent und die Grenadinen, Grenada und Tobago wurden Hurrikanwarnungen ausgegeben, für Martinique eine Tropensturmwarnung. Für Barbados und weitere Inseln warnten Behörden vor einer drei Meter hohen Flutwelle und Niederschlägen in Höhe von bis zu 150 mm.
Der Hurrikan richtete vor allem in Grenada großflächige Verwüstungen an. Weidekühe wurden getötet und zahlreiche Boote versanken oder wurden gegeneinander geworfen. Nachdem der Hurrikan das Dach eines Krankenhauses abdeckte, mussten Patienten in tiefere Etagen verlegt werden. Das Auge Beryls zog mit Kategorie 4-Stärke genau über die im Norden Grenadas gelegene Insel Carriacou. Sie ist laut Grenadas Ministerpräsidenten Dickon Mitchell „innerhalb einer halben Stunde dem Erdboden gleichgemacht worden“. In Grenada brach auf etwa 95 % der Hauptinsel die Stromversorgung zusammen, auch Telekommunikation und teilweise Internet waren funktionsunfähig. Alle Schulen, Geschäfte und der Flughafen wurden geschlossen. Erste Berichte deuten darauf hin, dass auch auf Union Island etwa 90 % der Gebäude schwer beschädigt oder zerstört wurden. Die Insel Mayreau mit ihren 360 Einwohnern ist laut einem ZDF-Bericht „fast ausradiert“ worden.

##### Große Antillen
Am späten Abend des 1. Juli gab das NHC eine Hurrikanwarnung für Jamaica sowie eine Tropensturmwarnung für die Südküsten von Hispaniola heraus.
Für Jamaika wurde eine Hurrikanwarnung herausgegeben. Das National Hurrikancenter warnte vor Winden in Hurrikanstärke, zwischen 10 und 20 cm Niederschlag, lokal bis 30 cm, Erdrutschen und einer Sturmflut in Höhe von 2 bis 3 Meter über normal. Für Die Cayman-Inseln wurde ebenfalls eine Hurrikanwarnung ausgegeben. Hier wurde vor Niederschlägen von 10 bis 15, lokal 20 cm und einer Sturmflut von mehr als 1 m Höhe gewarnt. In Jamaika kam es zu schweren Schäden. In der Hauptstadt Kingston, an der das Auge von Beryl in ca. 70 km Entfernung vorbeizog, wurden Böen in Oranstärke mt 130 km/h gemessen, in der Nähe fielen mehr als 25 cm Regen. Zahlreiche Messstationen meldeten mehr als 10 cm Regen. Besonders schwer getroffen wurde die Südküste von Jamaika, die direkt der starken nördlichen Eyewall von Beryl ausgesetzt war. Dort riss Beryl zahlreiche Dächer von Gebäuden, zerstörte Häuser, entwurzelte Bäume und machte fast alle Straßen unpassierbar. Zudem führte Beryl zu großflächigen Stromausfällen, die mindestens 65 % aller Stromkunden in Jamaika betrafen. Nach zwei Tagen war immer noch mehr als die Hälfte der Bevölkerung ohne Strom. Auch die Wasserversorgung brach zusammen.
Auf den Cayman Islands, an denen der Hurrikan in größerer Entfernung vorbei zog, fiel unter anderem bei mehr als 3.000 Kunden der Strom aus.

##### Südamerikanisches Festland
In Venezuela wurden mehr als 8.000 Wohnhäuser beschädigt.

##### Mexiko
Da ein Auftreffen von Beryl möglicherweise direkt auf die von tausenden Touristen besuchte und nur wenige Meter über dem Meeresspiegel gelegene Küstenstadt Tulum erwartet wurde, evakuierten die Behörden Strände, an denen Touristen das Herannahen des Sturmes beobachteten, und am Strand stehende Hotels. Öffentliche Einrichtungen wurden geschlossen, Gäste und Einwohner aufgefordert, sich in sichere Unterkünfte zu begeben. Teilweise wurden Menschen auch in Notunterkünfte gebracht. Auch einige auf exponierten Landzungen gelegene Dörfer nahe Tulums wurden evakuiert, jedoch gelang dies nur teilweise, da ein Teil der Einwohner sich weigerte, zu gehen. 8000 Angehörige der mexikanischen Armee waren nach Tulum abkommandiert worden, um unter anderem Evakuierungen zu unterstützen. Beryl hinterließ auch an der Ostküste Yucatans große Schäden, zerstörte Tankstellendächer und Stromleitungen. Die Stromversorgung brach zu 50 % zusammen, das Militär versorgte die Menschen mit Suppenküchen.

##### Vereinigte Staaten

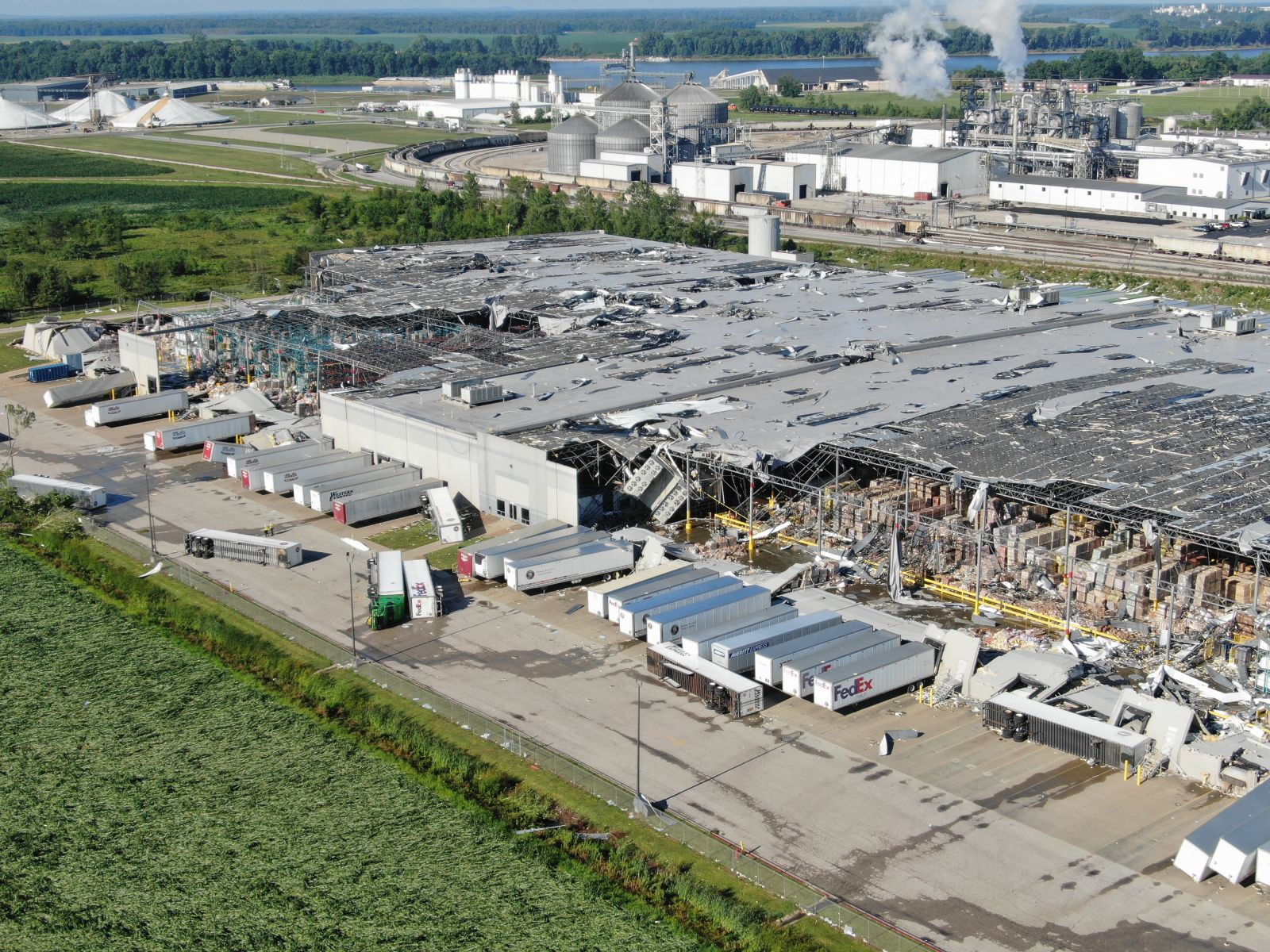
Tornado-Schäden an einer Lagerhalle im County Posey in Indiana

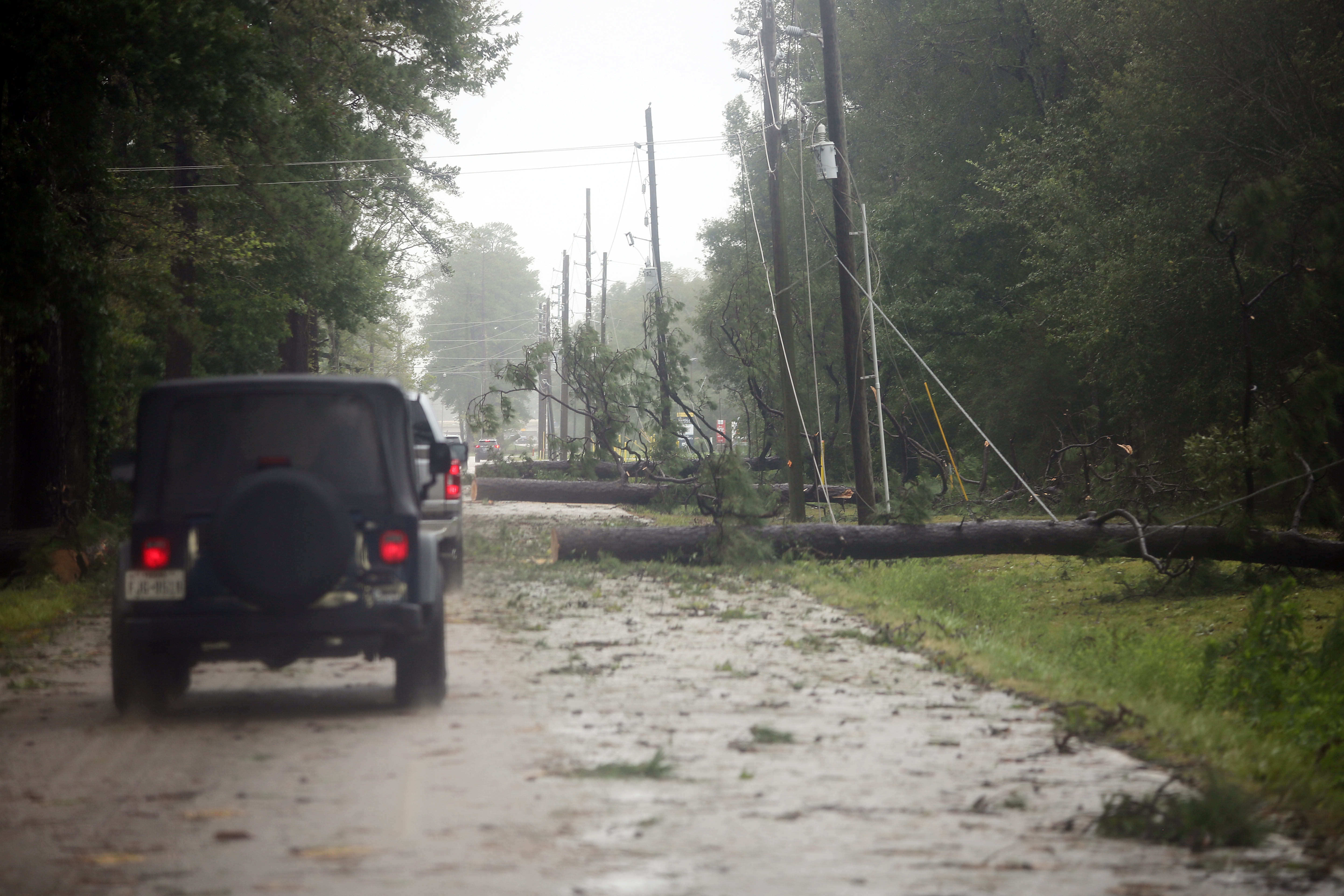
Umgeknickte Strommasten und Bäume in Texas

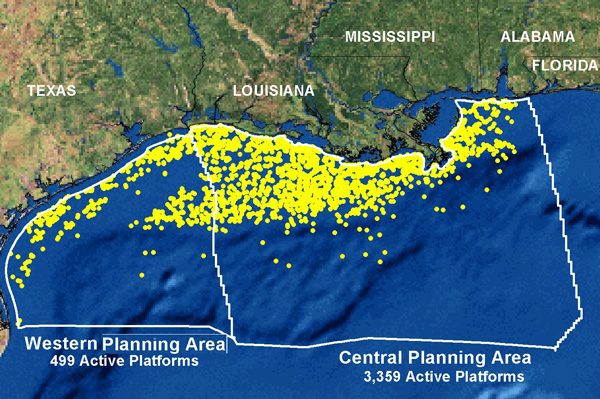
„Francine“ zog mitten durch die Öl- und Gasförderanlagen vor der US-Golfküste

Das National Hurricane Center warnte in den USA vor Winden in Hurrikanstärke, einer Flutwelle von bis über 2 m Höhe zwischen Port O’Connor und San Luis Pass und schweren Regenfällen zwischen 125 und 250 mm, lokal bis 375 mm, die Überflutungen auslösen können. Eine Hurrikanwarnung wurde für den Küstenstreifen zwischen Baffin Bay und Sargent herausgegeben, eine Tropensturmwarnung umfasste ein Gebiet von Nordostmexiko über Houston bis Galveston. Erste Evakuierungsanordnungen wurden bereits am 6. Juli nachmittags vollzogen. Die Behörden erklärten 40 texanische Counties zum Katastrophengebiet.
Nach dem Landfall als Kategorie 1-Hurrikan mit anhaltenden Windgeschwindigkeiten von 130 km/h zog Beryl mit seiner starken rechten Eyewall direkt über das Zentrum von Houston. Dabei kam es in der Innenstadt zu Winden in Orkanstärke und einigen der stärksten Winde seit Hurrikan Ike im Jahr 2008. Böen erreichten dort, trotz der üblichen Abschwächung eines Hurrikans über Land, bis zu 160 km/h. Auch wurden dort Straßen durch die großen Regenmengen überflutet. Ebenfalls kam es zu einer Sturmflut, die sich über ca. 200 km Länge erstreckte, bis etwa 1,20 m Höhe erreichte und vielerorts schwere Überschwemmungen auslöste. Beim Pegel Manchester, etwa 7 km östlich vom Zentrum von Houston wurde ein Pegelstand von fast 3 Metern über der mittleren Hochwasserlinie gemessen, nach Hurrikan Harvey der zweithöchste Wert dort seit Messbeginn 1998.
In Südosttexas kam es zu Stromausfällen, von denen mehr als 2,7 Mio. Haushalte betroffen waren. Offizielle rechnen damit, dass die Stromausfälle über Tage anhalten werden, bis sie repariert werden können. Besonders problematisch ist, dass damit auch kein Betrieb von Klimaanlagen möglich ist, während in Texas durch Hitze und hohe Feuchtigkeit gesundheitlich bedenkliche Werte beim Hitzeindex erreicht werden. Mehr als vier Tage nach dem Hurrikan waren in Houston noch über 800.000 Stromkunden ohne Elektrizität. Von den Stromausfällen waren teilweise auch Krankenhäuser betroffen, sodass sie auf Notstromaggregate umschalten mussten. Durch die große Hitze kam es vermehrt zu hitzebedingten Einlieferungen von Patienten und teils überlasteten Krankenhäusern. Auch am 19. Juli waren die Stromausfälle noch nicht vollständig behoben.
Auch weiter im Norden kam es zu Schäden. Das NHC warnte z. B. vor schweren Regenfällen in einem Gebiet um den Unter- und Mittellauf des Mississippi bis zu den Großen Seen und zum Bundesstaat New York. Noch in Norden von Vermont, direkt an der kanadischen Grenze, fielen zwischen 100 und 150 mm Regen.
Beryl löste auch mehrere Tornados aus. An einem einzigen Tag wurden 113 Tornado-Warnungen herausgegeben, die höchste jemals im Juli registrierte Zahl. Insgesamt gab es während des Zuges von Beryl über die Vereinigten Staaten zwischen Texas und Vermont mehr als 200 Tornadowarnungen. Alleine im Bundesstaat New York gab es 42 solcher Warnungen. Auch dies war die größte Zahl dort seit Beginn der Aufzeichnungen. Im County Posey in Indiana riss ein Tornado das Dach einer Lagerhalle großflächig weg und ließ Eisenbahnwagen entgleisen.
Mindestens 22 Menschen kamen wegen Beryl in Texas ums Leben, darunter mehrere, die an der Hitze nach dem Sturm starben. In Vermont starben mindestens zwei weitere Menschen.
Hinsichtlich der Berichterstattung über Beryl merkten Medienforscher an, dass lediglich 4 Prozent der medialen Berichterstattung in den USA auf den Klimawandel als verstärkenden Faktor des Hurrikans verwiesen, obwohl dieser in Intensität und Eintrittswahrscheinlichkeit durch die Zuordnungsforschung als wesentlich eingestuft wurde.

### Tropischer Sturm Chris
Am 30. Juni bildete sich im Golf von Mexiko vor der mexikanischen Ostküste das Tropische Tief Drei, das sich westwärts auf die Küste zu bewegte. Das National Hurricane Center prognostizierte ein kurzlebiges System, das sich aber noch vor dem Landfall zum Tropensturm verstärken könnte. Für Teile Mexikos wurde eine Tropensturmwarnung herausgegeben. Das NHC prognostizierte Regenmengen zwischen 100 und 200 mm, lokal bis ca. 375 mm, die zu Überflutungen und Erdrutschen führen könnten.
Im Verlauf des 30. Juni stufte das NHC das Tief, kurz bevor es die Küste erreichte, zum Tropischen Sturm Chris herauf. Am frühen Morgen des 1. Juli, nach dem Landfall, schwächte Chris sich wieder zu einem tropischen Tief ab. Noch am gleichen Tag löste es sich auf, während die Regenfälle weiter anhielten.
Chris verursachte in fünf mexikanischen Bundesstaaten schwere Regenfälle, ließ Flüsse über die Ufer treten, verursachte Überflutungen und Erdrutsche. Alleine in Verwaltungsbezirk Huiloapan im Bundesstaat Veracruz wurden fast 2000 Gebäude beschädigt.

### Hurrikan Debby

#### Verlauf
Am 2. August 2024 begann das National Hurricane Center Warnungen bezüglich des potentiellen Tropischen Sturms Vier herauszugeben, der sich zu dieser Zeit nordwestlich von Holguin über dem Osten Kubas befand. Schon einige Tage zuvor war dieses als „97L“ bezeichnete System über dem offenen Atlantik, das nach Westen zog, unter Beobachtung gewesen. In Erwartung schwerer Regenfälle und eines Vorbeizugs des Systems nahe der Westküste rief Floridas Gouverneur De Santis bereits am 1. August 2024 den Notstand für diesen Bundesstaat aus. Das NHC stufte das Windsystem am 3. August zum Tropischen Tief Vier herauf.
Am 3. August verstärkte sich das Tief zum Tropischen Sturm Debby. Anschließend machte Debby eine rapide Intensivierung durch und verstärkte sich binnen 24 Stunden zum Kategorie-1-Hurrikan. Die Wasseroberflächentemperaturen im Golf von Mexiko näherten sich zu dieser Zeit mit Fahrenheit-Werten im mittleren bis oberen 80er-Bereich (entspricht 28,4 °C bis 31,8 °C), in der Tampa Bay mit Werten im unteren 90er Fahrenheit-Bereich (entspricht 32,2 °C und mehr) Rekordwerten. Am 5. August gegen 1100 UTC traf Debby als Kategorie-1-Hurrikan mit anhaltenden Windgeschwindigkeiten von 130 km/h bei Steinhatchee in Florida auf Land. Damit fand dieser Landfall nur ca. 15 km vom Ort des Landfalls von Hurrikan Idalia entfernt, der knapp ein Jahr zuvor als Kategorie-3-Hurrikan auf Land getroffen war, statt.
Einige Stunden nach Landfall schwächte sich Debby wieder zum Tropensturm ab. Am 7. August gegen 0000 UTC erreichte Debby nach seinem langsamen Zug über Florida und Georgia als schwacher Tropensturm mit 65 km/h anhaltenden Windgeschwindigkeiten den Atlantik. Zu dem Zeitpunkt bewegte sich Debby mit gerade einmal etwa 6 km/h vorwärts. Über Wasser intensivierte sich Debby wieder etwas, blieb dabei aber weitgehend stationär. Am 8. August gegen traf Debby bei Bulls Bay in South Carolina mit anhaltenden Windgeschwindigkeiten von 85 km/h erneut auf Land. Noch am gleichen Tag schwächte sie sich beim Zug über Land zum Tropischen Tief ab.
Am Morgen des 9. August wurde Debby posttropisch.
Das relativ frühe Entstehen von Hurrikan Debby schon zu Anfang August 2024 war ungewöhnlich, da der zweite atlantische Hurrikan einer Saison üblicherweise erst um den 26. August herum auftritt.

#### Auswirkungen

##### USA

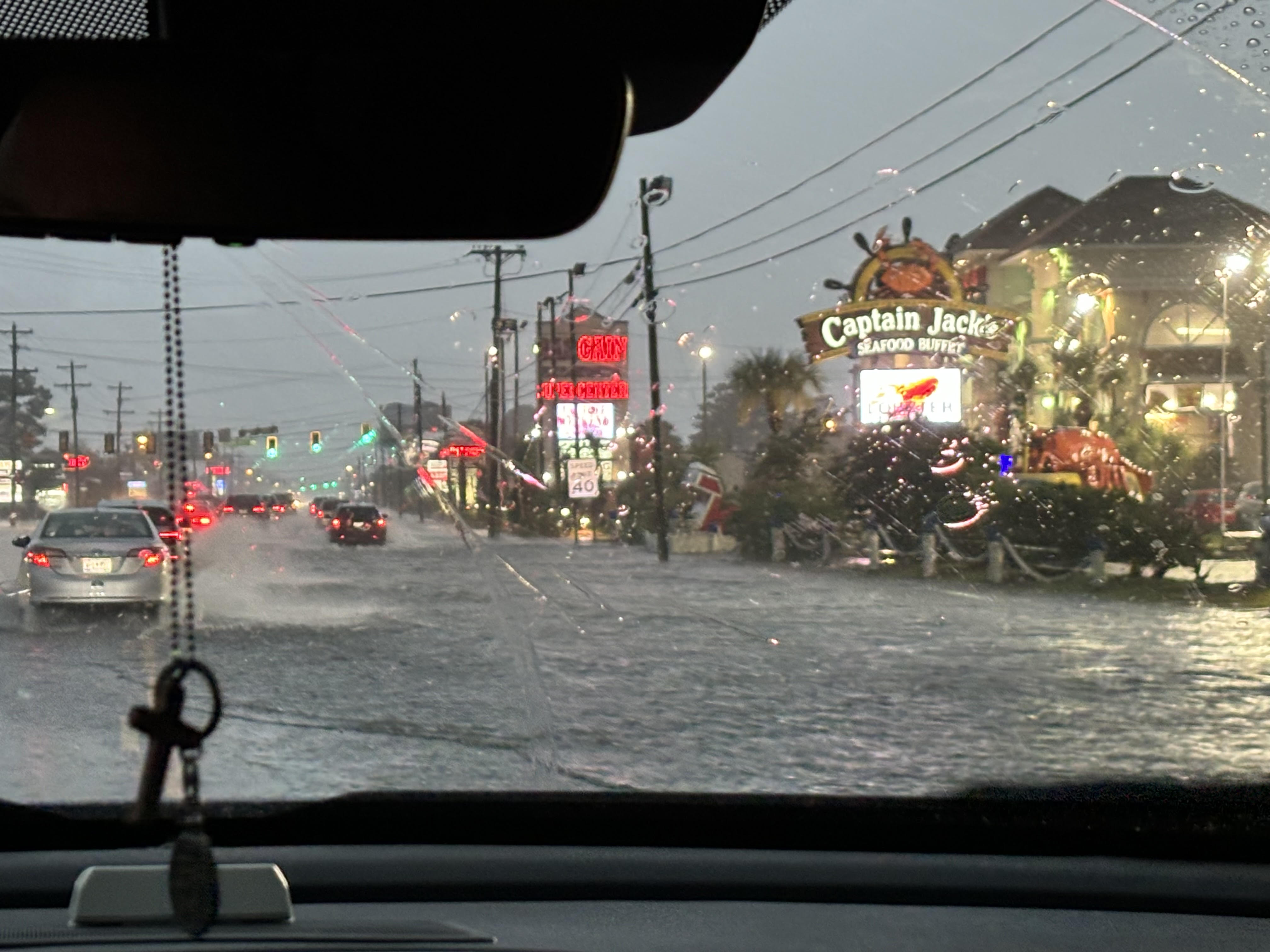
Überschwemmungen in North Myrtle Beach, South Carolina

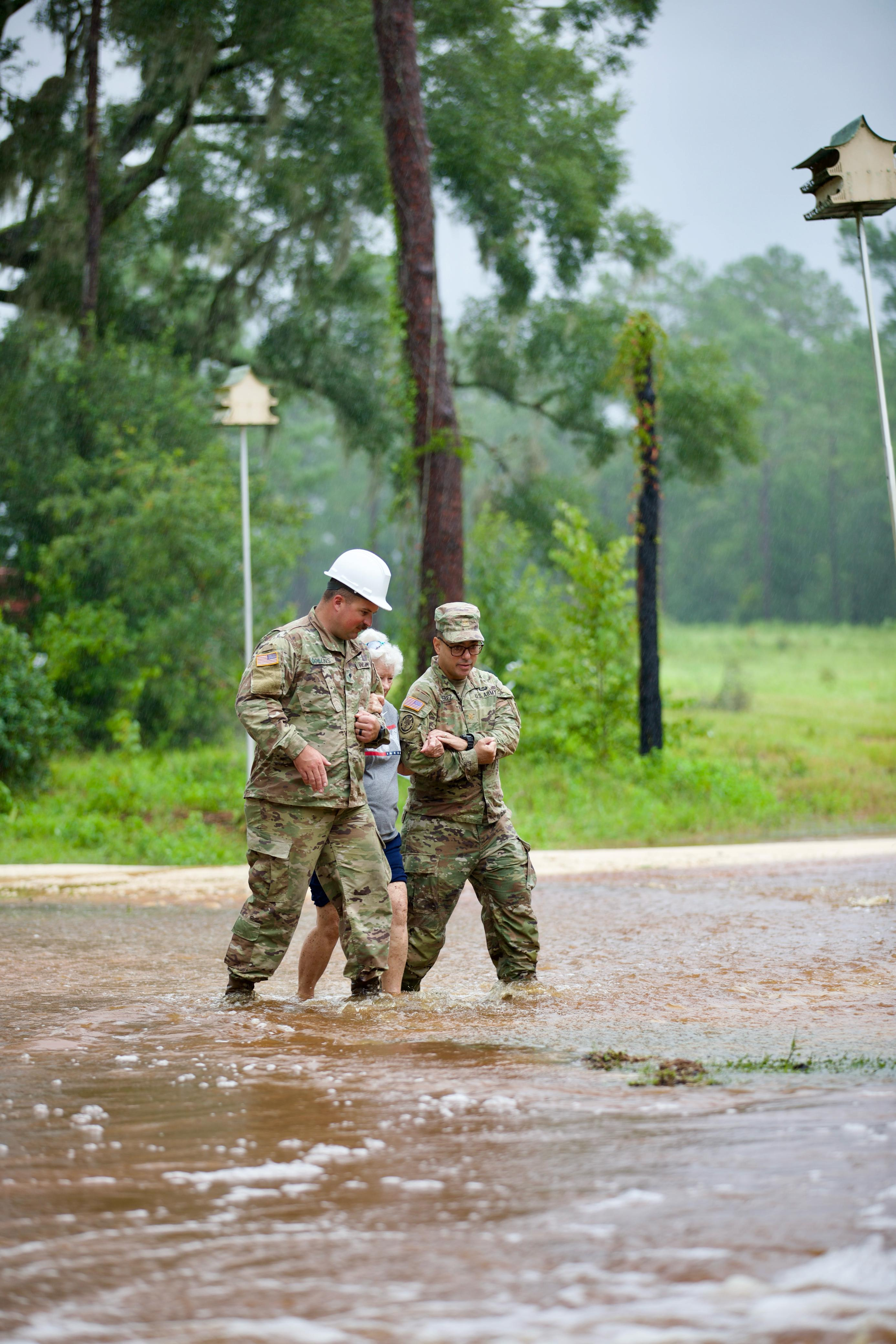
Soldaten der Nationalgarde im Rettungseinsatz in Florida

Es wurde erwartet, dass Debby schwere Regenfälle, Sturzfluten und lokales Übertreten von Flüssen in Teilen Floridas bringt und auch die Bundesstaaten Georgia, Süd- und Nordcarolina entlang der Atlantikküste betroffen sein werden. Für die Big Bend-Region Floridas wurde eine Hurrikanwarnung herausgegeben. Kurz vor dem Landfall warnte das National Hurricane Center vor einer Sturmflut mit einer Höhe bis zu 3 m und vor Regenmengen zwischen 150 und 300 mm, lokal bis zu 450 mm in Teilen von Zentral- und Nordflorida. In Teilen von Georgia und den Carolinas warnte das Center sogar vor potentiell historisch hohen Regenmengen zwischen 250 und 500 mm, lokal bis 750 mm, die katastrophale Überflutungen auslösen können. Auch die Entstehung von Tornados wurde für möglich gehalten. Als Hauptgefahr wurden enorme Regenmengen aufgrund des langsamen Zuges von Debby ausgemacht. Erste Prognosen gehen davon aus, dass Debby – obwohl nur ein Kategorie-1-Hurrikan – Schäden wie ein Hurrikan der Kategorien 3 oder 4 auslösen kann.
Noch vor dem Landfall erfolgten erste Zwangsevakuierungen im County Citrus. Schon am Morgen des 5. August, Stunden vor dem Landfall, waren fast 214.000 Haushalte ohne Strom. Ebenfalls am 5. August deuteten Radardaten auf Niederschlagsmengen von bereits 350 bis 450 mm in zwei Counties in der Umgebung von Tampa in Zentralflorida hin, an denen Debby während seines Zugs nach Norden vorbeigezogen war. In Manatee County wurden binnen 24 Stunden ca. 400 mm gemessen.
Es kam zu kleineren bis mittelschweren Überflutungen an der Küste. In Cedar Key wurde eine etwa 2 Meter hohe Flutwelle gemessen. In Naples kam es zur dritthöchsten Flutwelle seit Beginn zuverlässiger Aufzeichnungen im Jahr 1965, in Fort Myers zur fünfthöchsten. Zudem bildeten sich in Westflorida mindestens sechs Tornados, die aber nur geringe Schäden anrichteten.
In Lakewood Ranch südlich von Tampa fielen binnen 72 Stunden etwa 450 mm Regen.
In Erwartung von Debbys Weiterzug nach Georgia und South Carolina riefen die dortigen Gouverneure auch für diese zwei Bundesstaaten den Notstand aus. Unter anderem wurden auch Einheiten der Nationalgarde der Vereinigten Staaten für den Hilfeleistungseinsatz aktiviert.
Bei seinem Zug über US-Ostküstensstaaten richtete Debby auch als posttropisches System noch schwere Schäden an. Unter anderem kam es neben Überflutungen unter anderem zu einem Tornado in Pennsylvania, der mehrere Gebäude beschädigte. Auch gab es großflächige Stromausfälle. Zeitweise waren in den Bundesstaaten Ohio, New York, Pennsylvania und Vermont rund 170.000 Kunden (Haushaltsstromanschlüsse und Unternehmen) ohne Strom, einen Tag später waren es noch etwa. 100.000 Stromkunden.
Mindestens neun Menschen kamen in den USA ums Leben.

##### Kanada
Schwere Schäden durch Regen und Überflutungen gab es auch im kanadischen Québec. In Montreal wurde mit 173 mm die höchste Tagesregenmenge seit Beginn der Aufzeichnungen gemessen. In Lanoraie fielen sogar 221 mm Regen. Straßen wurden überflutet und Häuser standen unter Wasser. Mehr als 500.000 Haushalte waren ohne Strom.

### Hurrikan Ernesto

#### Verlauf
Am 11. August 2024 begann das National Hurricane Center Warnungen bezüglich des potentiellen Tropischen Sturms Fünf herauszugeben. Das System befand sich zu diesem Zeitpunkt über dem zentralen tropischen Atlantik, ca. 1530 km ostsüdöstlich von Antigua und zog rasch, mit 20 Knoten, nach Westnordwest. Das System verstärkte sich auf seinem Zug nach Westen und traf als Tropensturm auf die Antillen. Für diverse Inseln wurden Tropensturm-Vorwarnungen herausgegeben, für Puerto Rico und die nördlichen Kleinen Antillen (Leeward Islands) galten Starkregenwarnungen. Am 12. August wurde das System zum Tropischen Sturm Ernesto.
Am 13. August begann sich Ernesto besser zu organisieren und sukzessive zu verstärken. Erwartet wurde eine weitere Intensivierung zum Hurrikan der Kategorien 2 oder 3. Am 14. August verstärkte sich Ernesto zum Kategorie-1- und am 16. August zum Kategorie 2-Hurrikan. Im Durchschnitt der Jahre 1991 bis 2020 bildete sich der dritte Hurrikan der atlantischen Saison am 7. September. Nur in vier Saisons seit Beginn der Satelliten-Beobachtung im Jahr 1966 hatten sich bis zum 14. August mindestens drei Hurrikane gebildet, zuletzt in der extrem aktiven Saison 2005.
Am 16. August verstärkte sich Ernesto zum Kategorie-2-Hurrikan.
Am 17. August traf Ernesto, wieder zum Kategorie-1-Hurrikan abgeschwächt, mit anhaltenden Windgeschwindigkeiten von 140 km/h auf Bermuda.
Nach dem Landfall schwächte sich Ernesto zwischenzeitlich zum Tropischen Sturm ab, wurde am 18. August jedoch wieder zum Hurrikan und intensivierte sich auf seinem Zug nach Nordosten weiter, so dass er jenseits des 40. Breitengrades 80 Knoten = 150 km/h erreichte und somit die Grenze zur Hurrikan-Kategorie 2 nur knapp verfehlte.
Am 20. August wurde Ernesto etwa auf Höhe des 49. Breitengrades mit Windgeschwindigkeiten von 110 km/h posttropisch.

#### Folgen
Für Teile der Jungferninseln wurde eine Hurrikan-Warnung herausgegeben, für weitere Inseln der Antillen eine Tropensturmwarnung. Die Bermudas werden voraussichtlich am 17. August von Ernesto in Hurrikanstärke überquert. Auch für Bermuda galt eine Hurrikan-Warnung.
Ernesto zog als starker Tropensturm über die amerikanischen und britischen Jungferninseln und brachte den Jungferninseln selbst, den Inseln über dem Winde und dem Osten von Puerto Rico starke Winde mit Böen knapp unter Hurrikanstärke und Starkregen. In Teilen Puerto Ricos fielen zwischen 125 und 250 mm Regen, die Überschwemmungen verursachten. Etwa die Hälfte der Bevölkerung war ohne Strom.
Auf Bermuda, das direkt vom Auge des Hurrikans getroffen wurde, wurden Windgeschwindigkeiten von 137 km/h und Wellen bis 10,5 m Höhe gemessen. Über 36 Stunden lagen die Windgeschwindigkeiten im Bereich eines Hurrikans oder Tropensturms. Etwa 5400 der 36.000 Haushalte waren zeitweise ohne Strom.
An der US-Ostküste kam es zu starkem Seegang, wobei durch die Wellen ein Haus unterspült wurde und einstürzte.
Mindestens eine Person starb infolge starker Strömungen vor der US-Ostküste, bei zwei weiteren ähnlichen Todesfällen ist unklar, ob Ernesto Auslöser der starken Strömungen war.

### Hurrikan Francine

#### Verlauf
Am 8. September 2024 begann das National Hurricane Center Warnungen bezüglich des potentiellen Tropischen Sturms Sechs herauszugeben. Das System befand sich zu diesem Zeitpunkt im Golf von Mexiko und bewegte sich in nordnordwestliche Richtung. Das NHC stufte das System am 9. September zum Tropischen Sturm herauf. Am Abend (Ortszeit) des 10. September erreichte es Hurrikanstärke. Am 11. September verstärkte sich Francine kurz vor Landfall zum Kategorie-2-Hurrikan.
Als solcher traf er am 11. September gegen 2200 UTC in Terrebonne Parish im Bundesstaat Louisiana mit anhaltenden Windgeschwindigkeiten von 155 km/h auf Land. Nach dem Landfall schwächte sich Francine ab. Am 12. September, als er über das südliche Mississippi hinweg zog, war Francine noch ein Tropisches Tief. Am Abend des 12. September wurde Francine posttropisch.

#### Warnungen und Auswirkungen
Das National Hurricane Center warnte am 8. September vor Regenmengen von 100 bis 200 mm Regen, lokal bis 300 mm an der mexikanischen und US-amerikanischen Golfküste. Für Teile Mexikos wurden Tropensturmvorwarnungen herausgegeben.
Das NHC erwartet eine Intensivierung und ein Auftreffen des Systems als Kategorie 2-Hurrikan mit anhaltenden Windgeschwindigkeiten von 160 km/h auf die Küste Louisianas am Abend des 11. September. Dazu warnte es vor Regenmengen von 100 bis 200 mm, örtlich bis zu 300 mm in weiten Teilen der Bundesstaaten Louisiana und Mississippi bis zum Morgen des 13. September sowie vor Sturmfluten bis 3 m Höhe an den betroffenen Küsten. Der Gouverneur von Louisiana rief den Notstand für diesen Bundesstaat aus, Mississippi folgte. Auch in Texas sollen Anwohner mögliche Evakuierungsanordnungen befolgen. Mehrere Ölkonzerne stellten die Förderung im Golf von Mexiko ein und evakuierten Mitarbeiter von 130 Plattformen. Insgesamt fielen 24 % der Förderung vor der Südküste der USA aus. Die Ölproduktion sank um 700 000 Barrel pro Tag. Manche Plattformen standen auch noch eine Woche nach Francines Landfall still. Auch Häfen, z. B. in Houston oder in New Orleans, wurden vorübergehend geschlossen.
Francine traf auf eine nur dünn besiedelte Küstenregion und brachte Böen mit 70 mph (ca. 110 km/h) bis 100 mph (ca. 160 km/h) mit sich, die auch den Raum New Orleans erreichten. Die höchsten Niederschlagsmengen bis zum 11. September wurden in Covington mit 9,69 in (246 mm) gemessen. Es kam zu großflächigen Überflutungen, die zahlreiche Rettungseinsätze zur Folge hatten. Mehr als 550.000 Menschen waren zeitweise ohne Strom, mindestens drei Menschen wurden verletzt. Die Schäden wurden vorläufig auf eine niedrige bis mittlere einstellige Milliardensumme geschätzt.

### Tropischer Sturm Gordon
Am 11. September bildete sich im östlichen tropischen Atlantik das Tropische Tief Sieben. Am 13. September verstärkte sich das Tief zum Tropischen Sturm Gordon. Am 15. September schwächte sich Gordon zum Tropischen Tief ab. Am 17. September degenerierte Gordon zu einem Tiefdrucktrog.

### Potentieller Tropischer Sturm Acht
Am 15. September 2024 begann das National Hurricane Center Warnungen bezüglich des potentiellen Tropischen Sturms Acht herauszugeben. Das System bildete keine geschlossene Zirkulation mit einem Kern aus und wurde somit nicht als Tropischer Sturm klassifiziert. Dennoch brachte Acht extreme Niederschläge mit sich, die in North Carolina als Jahrtausendereignis eingestuft wurden. In Carolina Beach südlich von Wilmington fielen 20,81 in (529 mm) Regen, im weiter südlich gelegenen Southport fielen zwischen 17 in (ca. 430 mm) und 19 in (ca. 480 mm). Zahlreiche Orte registrierten mehr als 300 mm Regen. Infolge des Sturms mussten mindestens 31 Menschen aus einer Hochwasser-Notlage gerettet werden.

### Hurrikan Helene
Über dem nordwestlichen Karibischen Meer bildete sich am 23. September das tropische Tiefdruckgebiet Neun, das sich am 24. September zum tropischen Sturm und einen Tag später zum Hurrikan entwickelte. Nachdem der Sturm zunächst Yucatán und die Kaimaninseln gestreift hatte, traf Helene in der Nacht des 26. September als Hurrikan der Kategorie 4 an der Golfküste Floridas auf Land und zog über Georgia und South Carolina nach North Carolina. An der Küste verursachte Helene extreme Sturmfluten sowie großflächige Sturmschäden, die bis weit ins Landesinnere reichten. Vor allem im gebirgigen Terrain der Appalachen im westlichen North Carolina löste Helene zudem katastrophale Sturzfluten und Erdrutsche aus, wodurch in dieser Region mit Abstand die meisten Todesopfer zu beklagen waren. Insgesamt starben durch die Folgen des Hurrikans mindestens 247 Menschen, was ihn zum tödlichsten Hurrikan auf dem US-Festland seit Hurrikan Katrina im Jahre 2005 macht. Hunderte Menschen werden noch vermisst. Die direkten Schäden werden auf ca. 30 bis 50 Mrd. Dollar geschätzt, inklusive wirtschaftlicher Folgeschäden auf bis ca. 250 Mrd. Dollar.
Aufgrund von intensiv gestreuter Desinformation von Donald Trump angesichts des Wahlkampfes zur US-Präsidentschaftswahl 2024 sah sich die Katastrophenschutzbehörde FEMA veranlasst, zu den meist geäußerten falschen Aussagen auf ihrer Website Stellung zu nehmen und diese zu korrigieren.

### Hurrikan Isaac
Am Abend des 25. September bildete sich im zentralen subtropischen Atlantik der Tropische Sturm Isaac. Am 27. September verstärkte sich Isaac zum Hurrikan. Am 28. September verstärkte sich Isaac zum Kategorie-2-Hurrikan. Mit Stand 28. September bewegte sich Isaac außerhalb der Tropen über gerade mal 24 °C warmes Wasser, was für Hurrikans ungewöhnlich niedrig ist. Da allerdings die Höhenluft über Isaac besonders kühl war, reichte die Temperaturdifferenz aus, um die Zirkulation aufrechtzuerhalten und auch ein gut ausgebildetes Auge zu zeigen.
Am 29. September schwächte sich Isaac erst zum Kategorie-1-Hurrikan und am Abend zum Tropensturm ab. Am 30. September wurde Isaac posttropisch.

### Tropischer Sturm Joyce
Am Abend des 27. September bildete sich im zentralen Atlantik der Tropische Sturm Joyce. Am Abend des 29. September (Ortszeit) schwächte sich Joyce zu einem Tropischen Tief ab. Am 30. September verlor Joyce ihre tropischen Eigenschaften.

### Hurrikan Kirk
Am Abend des 29. September bildete sich im zentralen tropischen Atlantik das Tropische Tief Zwölf. Am 30. September verstärkte sich das Tief zum Tropischen Sturm Kirk. Am 1. Oktober verstärkte sich Kirk zum Hurrikan. Am 2. Oktober intensivierte Kirk sich innerhalb eines halben Tages sehr rapide von Kategorie 1 zu Kategorie 3, die er am Abend (AST) erreichte. Am 3. Oktober nachmittags (AST) überschritt er die Schwelle zur Kategorie 4. Am 5. Oktober schwächte sich Kirk wieder zum Kategorie-3-Hurrikan ab. Am 6. Oktober wurde er erst zum Hurrikan der Kategorie 2 und dann später am Abend der Kategorie 1 herabgestuft.
Obwohl das Auge von Kirk am 4. Oktober etwa 3000 km von der US-Ostküste entfernt war, warnte das NHC aufgrund der enormen Stärke des Hurrikans vor hohen Wellen, die zwei Tage später auf diese Küste auflaufen könnten. Am 7. Oktober wurde Kirk in Höhe des 42. Breitengrades posttropisch, wies jedoch immer noch anhaltende Windgeschwindigkeiten im untersten Bereich der Hurrikan-Kategorie 1 auf. Erwartet wurde, dass die posttropischen Reste von Kirk auf die europäische Atlantikküste treffen würden und anschließend ggf. Einfluss auf das Wetter in Mitteleuropa nehmen würden. Kirks abgeschwächte Überreste in Form eines Sturmtiefs mitsamt der dazugehörigen Kaltfront zogen am 10. Oktober über Mitteleuropa. Im Vorfeld von Kirks Front entstand vom 9. auf den 10. Oktober eine ausgeprägte Südföhnlage über den Alpen. Sie brachte Windspitzen von teils deutlich über 100 km/h in den Tälern. Auf dem Bergen waren sie erheblich höher. Auf dem Patscherkofel lagen sie bei 160 km/h.

### Hurrikan Leslie
Am 2. Oktober abends (AST) bildete sich südwestlich der Kapverdischen Inseln der Tropische Sturm Leslie. Am Abend des 4. Oktober verstärkte sich Leslie zum Hurrikan. Am 8. Oktober schwächte sie sich zwischenzeitlich zum tropischen Sturm ab, erreichte aber noch am selben Tag wieder Hurrikanstärke. Am 9. Oktober verstärkte sich Leslie zum Kategorie-2-Hurrikan, bevor sie sich wieder abschwächte und am 10. Oktober zum Tropensturm herabgestuft wurde. Am 12. Oktober 2024 degenerierte Leslie zu einem Trog, befand sich etwa 1570 km westsüdwestlich der Azoren und erreichte noch Windgeschwindigkeiten von bis zu 85 km/h. Ein weiterer Ostkurs mit hoher Geschwindigkeit wurde für die folgenden Tage prognostiziert. Es wurde erwartet, dass die Reste des Sturms die Azoren am Sonntag, dem 13. Oktober, oder frühen Montag, dem 14. Oktober 2024, erreichen würden.

### Hurrikan Milton
Am 5. Oktober bildete sich im Golf von Mexiko das Tropische Tief 14, das sich kurz darauf zum Tropischen Sturm Milton verstärkte. Aufgrund einer geringen vertikalen Windscherung und „unglaublich warmer“ Temperaturen an der Meeresoberfläche herrschen außerordentlich gute Bedingungen für die weitere Verstärkung. Daher intensivierte sich Milton explosionsartig und wurde am 7. Oktober binnen weniger Stunden explosionsartig zum Kategorie-5-Hurrikan. Nachdem er in der Spitze anhaltenden maximale Windgeschwindigkeiten von 285 km/h und einen Kerndruck von 895 hPa erreicht hatte, setzte am Morgen des 8. Oktober eine zyklische Eyewall-Neubildung ein, infolgedessen sich Milton temporär zu einem Kategorie-4-Hurrikan abschwächte, vergrößerte und später erneut Kategorie-5-Stärke erreichte. Nach dem Vorbeizug an der Halbinsel Yucatan nahm er Kurs auf Florida und schwächte sich dabei ab, während er sich weiter vergrößerte.
Am 9. Oktober gegen 0830 PM EDT erfolgte in der Nähe von Siesta Key, südlich von Tampa, der Landfall des Auges von Milton, nachdem er kurz zuvor über die der Küste vorgelagerten Insel Longboat Key und die Sarasota Bay gezogen war. Milton war zu dem Zeitpunkt ein Katagorie-3-Hurrikan mit anhaltenden Windgeschwindigkeiten von 205 km/h. Nach Landfall schwächte sich Milton ab, hielt aber seinen Hurrikanstatus aufrecht. Am 10. Oktober erreichte er als Kategorie-1-Hurrikan den Atlantik. Dort verlor er am 10. Oktober gegen 1800 UTC seine tropischen Eigenschaften und wurde zu einem außertropischen Tief.
Milton stellte mehrere meteorologische Rekorde auf und gilt als ein historischer Hurrikan. Er löste an der Westküste von Florida eine schwere Flutwelle aus, brachte große Regenmengen und zahlreiche Tornados mit sich und führte zu erheblichen Sturmschäden. Mindestens 24 Menschen starben.
Fitch Ratings schätzte die entstandenen versicherten Schäden durch Milton in einer ersten Analyse auf 30 bis 50 Mrd. Dollar. Morningstar ging nach dem Hurrikan von 30 bis 60 Mrd. Dollar versicherten Schäden aus. Vor dem Sturm hatte das Unternehmen noch mit Hinblick auf die Gefährdung des Raumes Tampa mit 50 bis 100 Mrd. Dollar kalkuliert. Aon schätzte die versicherten Schäden auf eine Höhe von „mehreren 10 Mrd. Dollar“. EnkiResearch ging davon aus, dass die Schäden und Verluste etwa eine Höhe von 60 bis 75 Mrd. Dollar erreichen werden. US-Präsident Joe Biden nannte eine Summe von ca. 50 Mrd. Dollar. Vor den diesjährigen Hurrikanen Helen und Milton gab es, beginnend mit Hurrikan Andrew im Jahr 1992, acht Wirbelstürme, die einen Schaden von jeweils mindestens 50 Milliarden Dollar hinterließen.

### Tropischer Sturm Nadine
Am 18. Oktober 2024 begann das National Hurricane Center Warnungen bezüglich des potentiellen Tropischen Sturms Fünfzehn herauszugeben, der sich zu diesem Zeitpunkt auf Belize und die Halbinsel Yucatán bewegte. Für Belize und Yucatán wurden Tropensturmvorwarnungen herausgegeben. Erwartet wurden Regenfälle zwischen 100 und 200 mm, lokal auch 300 mm, zudem sind Winde in Tropensturmstärke und kleine Überflutungen an der Küste möglich. Am 19. Oktober um 0600 UTC wurde das System zum Tropischen Sturm Nadine hochgestuft. Belize und Mexiko gaben daraufhin Tropensturmwarnungen heraus.
Am 19. Oktober gegen 1600 UTC traf Nadine mit anhaltenden Windgeschwindigkeiten von 95 km/h auf die Küsten von Belize. Am 20. Oktober um 0000 UTC schwächte sich Nadine über Land zum Tropischen Tief ab. Am 20. Oktober löste sich Nadine über dem Süden Mexikos auf.
Aus den Überresten von Nadine entwickelte sich im Ostpazifik der Hurrikan Kristy, der schließlich die fünfte und höchste Kategorie erreichte.

### Hurrikan Oscar

#### Verlauf
Am 19. Oktober 2024 gegen 1500 UTC bildete sich östlich der Turks- und Caicosinseln der Tropische Sturm Oscar, dessen Windgeschwindigkeiten das National Hurricane Center zu diesem Zeitpunkt mit 65 km/h angab. Erst Messdaten eines kurz darauf in den Sturm eingeflogenen Hurrikan-Hunter-Flugzeugs ergaben, dass die Windgeschwindigkeiten mit 115 km/h deutlich höher als ursprünglich eingeschätzt waren. Für das Gebiet, in dem Oscar sich entwickelte, standen bis zur Messung mit dem Flugzeug nur wenige Daten von Schiffen oder Messbojen zur Verfügung. Allein mit der Fernerkundung durch Satelliten war die viel weiter, als angenommen, fortgeschrittene Entwicklung Oscars schwer erkennbar, zumal er das kleinste Auge dieser Hurrikansaison aufwies. Oscar verstärkte sich weiter, sodass er bereits um 1800 UTC zum Kategorie-1-Hurrikan mit anhaltenden Windgeschwindigkeiten von 130 km/h heraufgestuft wurde.
Am 20. Oktober gegen 2150 UTC (entspricht 17:50 Ortszeit) traf Oscar als Kategorie-1-Hurrikan mit 130 km/h in Osten Kubas nahe der Stadt Baracoa auf Land. Er zog starke Niederschläge, die Erdrutsche und Überschwemmungen verursachen können, nach sich. Oscar verlor über Land an Kraft und wurde am Morgen (Ortszeit) des 21. Oktobers zum Tropischen Sturm herabgestuft.
Am 22. Oktober löste sich Oscar auf.

#### Warnungen
Für die Turks- und Caicosinseln und die südöstlichen Bahamas wurden Hurrikanwarnungen herausgegeben. Das National Hurricane Center prognostiziert neben Winden in Hurrikanstärke 50 bis 100 mm Regen, lokal auch 150 mm, sowie eine gefährliche Sturmflut mit einer Höhe zwischen 60 und 120 cm, die erhebliche Überschwemmungen an der Küste verursachen kann.
Das National Hurricane Center warnte speziell für das Sierra-Maestra-Gebirge vor lebensgefährlichen Sturzfluten sowie vor Murenabgängen. Für dem Südosten der Bahamas gab das NHC eine Warnung vor möglichen Sturzfluten heraus.

#### Folgen

##### Kuba
Hurrikan Oscar bedrohte den Osten Kubas, kurz nachdem das altersschwache und chronisch labile Stromnetz aufgrund eines Ausfalls des größten und mit 36 Jahren „jüngsten“ Wärmekraftwerks des Landes, des Werkes „Antonio Guiteras“, am 18. Oktober landesweit zusammenbrach. Nach einem Wiederanfahrversuch fiel der Strom innerhalb von 24 Stunden ein zweites Mal in ganz Kuba und in der Nacht auf den 20. Oktober zum dritten Mal landesweit aus. Hurrikan Ian hatte das Stromnetz bereits vor zwei Jahren im ganzen Land kollabieren lassen. Selbst ohne Natureinwirkungen sind Stromabschaltungen und -ausfälle in Kuba an der Tagesordnung.
Oscar richtete in Kuba schwere Schäden an. Insgesamt musste man sieben Tote beklagen. Es wurden Wände und Dächer beschädigt sowie Bäume und Freileitungsmasten umgerissen. Zusätzlich erschwerend machte der mit Stand 21. Oktober nun seit drei Tagen anhaltende Stromausfall den Kubanern zu schaffen. Noch während des Sturms gab es Proteste gegen die Verwahrlosung des Stromnetzes.

### Tropischer Sturm Patty
Am 2. November bildete sich im Atlantik in der Nähe der Azoren der subtropische Sturm Patty. Am 4. November wandelte sich Patty erst vom subtropischen zum Tropischen Sturm und wurde später am Tag posttropisch.
Für die Azoren wurden Tropensturmwarnungen herausgegeben. Dort wurden neben Winden in Tropensturmstärke Niederschläge von 25 bis 50 mm erwartet.

### Hurrikan Rafael
Hurrikan Rafael bildete sich am 4. November als 18. Tropisches Tiefdruckgebiet in der südwestlichen Karibik. Danach zog das System über Jamaika, die Caman Islands bis nach Kuba, während es sich rapide intensivierte. Dort traf der Sturm am 6. November gegen 16:15 Uhr Ortszeit als Hurrikan der Kategorie 3 östlich von Playa Majana im Süden der Provinz Artemisa auf Land. Gegen 19 Uhr Ortszeit hatte Rafael Kuba an der Nordküste nahe der Bahía de Cabañas Richtung Golf von Mexiko als Kategorie-2-Hurrikan wieder verlassen. Am 8. November erreichte Rafael noch einmal Kategorie-3-Stärke, womit er zusammen mit Hurrikan Kate (1985) der stärkste Hurrikan ist, der im November im Golf von Mexiko auftrat. Rafael ist zudem einer von nur drei Hurrikans der Kategorie 2 oder höher im Golf von Mexiko im November seit Beginn der Aufzeichnungen. Später am Tag begann eine rapide Abschwächung, worauf Rafael schließlich Tropensturmstärke erreichte. Am 10. November verlor Rafael seine tropischen Eigenschaften und wurde zu einem posttropischen Resttief. Rafael lieferte ebenfalls genug Accumulated Cyclone Energy (ACE), um die Saison insgesamt als „hyperaktiv“ einzuordnen.

#### Auswirkungen
Schon bevor Rafael auf kubanisches Festland traf, sorgten starke Winde für Schäden am Elektrizitätsnetz, was dort den zweiten landesweiten Stromausfall innerhalb eines Monats zur Folge hatte. Bei einer ersten Bestandsaufnahme nach dem Durchzug von Rafael registrierte man Schäden an zahlreichen Wohngebäuden. Vor allem Dächer wurden abgedeckt. Außerdem wurden Bäume umgeknickt und Stromleitungen zerstört sowie Ernten vernichtet. In den Provinzen Pinar del Río, Artemisa, die der Hurrikan komplett in nordwestlicher Richtung durchquerte, Havanna und Mayabeque waren mehr als vier Millionen Menschen betroffen.
In Jamaika ertranken zwei Menschen, die eine überschwemmte Straße im Auto zu passieren versuchten und vom Wasser mitgerissen wurden. Die Überflutungen bereiten große hygienische Probleme infolge von in die Häuser geschwemmten Müll, Ungeziefer und Nagetieren. Der Premierminister des Landes, das immer noch mit den Folgen von Hurrikan „Beryl“ zu kämpfen hat, rechnet mit von Rafael angerichteten Schäden in Höhe zwischen 500 Millionen und 1 Milliarde Dollar.
Rafael war der nächste Hurrikan, der für die vorübergehende Stilllegung von Öl- und Gasförderanlagen im Golf von Mexiko sorgte. Bis zu 23 % der Anlagen waren zeitweise im Sturmmodus.

### Tropischer Sturm Sara

#### Verlauf
Am 13. November bildete sich in der westlichen Karibik, südwestlich von Jamaika, der potenzielle Tropische Sturm Neunzehn. Bereits in den Tagen zuvor beobachtete das National Hurricane Center eine als „AL99“ bezeichnete Ansammlung von Schauern und Gewittern in einem ausgedehnten Gebiet niedrigen Luftdrucks nördlich der kolumbianischen Küste, welche sich zuletzt besser zu organisieren begann.
Am nächsten Tag formierte das System sich zum Tropischen Tief und schließlich zum Tropischen Sturm Sara. Am Abend des 14. November traf Sara nahe der Grenze von Honduras und Nicaragua auf Land.
Sara zog am 15. November nur sehr langsam (mit 2 Knoten/Stunde) und mäandernd vor der Küste von Honduras entlang nach Westen. Neben Winden in Tropensturmstärke prognostizierte das NHC extreme Niederschläge, die großflächig zwischen 375 und 575 mm betragen und lokal sogar 875 mm erreichen können. Aufgrund dieser Niederschlagsmenge warnte das NHC vor katastrophalen Überschwemmungen, Sturzfluten und Schlammlawinen.
Am 17. November traf Sara in Belize auf Land. Nach Landfall schwächte sich Sara zum Tropischen Tief ab und löste sich am 18. November auf.

#### Folgen
Sara sorgte für extreme Regenfälle, wobei in Honduras lokal mehr als 2250 mm (2,25 m) gemessen wurden. Es gab mindestens sieben Todesfälle.
Im am stärksten von „Sara“ getroffenen Honduras starben mindestens zwei Menschen. Mehr als 200 Häuser wurden zerstört und etwa 3200 beschädigt. Fast 1800 Gemeinden waren durch Überschwemmungen, eingestürzte Brücken und zerstörte Straßen von der Außenwelt abgeschnitten. Aus Nicaragua wurden zwei Todesopfer gemeldet und nach Angaben der Behörden dort fast 1800 Häuser überflutet. In Costa Rica gab es laut Behördenangaben mehr als 50 Erdrutsche.

## Sturmnamen
Die nachfolgende Namensliste wurde für die tropischen und subtropischen Stürme verwendet, die sich 2024 im Nordatlantik bildeten. Diese Liste war dieselbe wie die während der Saison 2018 verwendete, mit Ausnahme der Namen Florence und Michael, die wegen ihrer starken Auswirkungen 2018 durch Francine und Milton ersetzt wurden.
Im April 2025 verkündete die WMO, dass Beryl, Helene und Milton aufgrund ihrer starken Auswirkungen zukünftig nicht mehr als Sturmnamen verwendet und durch Brianna, Holly und Miguel ersetzt werden. Zusammen mit den nicht gestrichenen Namen werden diese für die Saison 2030 zum Einsatz kommen werden.
| - Alberto - Beryl - Chris - Debby - Ernesto - Francine - Gordon | - Helene - Isaac - Joyce - Kirk - Leslie - Milton - Nadine | - Oscar - Patty - Rafael - Sara - (Tony) - (Valerie) - (William) |

Falls sich während der Saison mehr als 21 benannte Stürme gebildet hätten, wären die weiteren Namen von einer Ersatznamensliste genommen worden.
| Name                           | Dauer                      | Spitzenklassifikation | andauernde Windgeschwindigkeiten | Luftdruck | betroffene Gebiete | Schäden (USD)       | Tote | Belege  |
| ------------------------------ | -------------------------- | --------------------- | -------------------------------- | --------- | --- | ------------------- | ---- | ------- |
| Alberto                        | 19. Juni bis 20. Juni      | Tropischer Sturm      | 85 km/h                          | 992 hPa   | El Salvador, Guatemala, Mexiko, Texas | 125 Mio.            | 2    |         |
| Beryl                          | 28. Juni bis 10. Juli      | Kategorie-5-Hurrikan  | 270 km/h                         | 932 hPa   | Kleine Antillen, Venezuela, Trinidad und Tobago, Puerto Rico, Hispaniola, Jamaika, Cayman Islands, Mexiko, Vereinigte Staaten, von Texas und Louisiana bis nach Vermont, Kanada | 8,5 Mrd.            | 34   |         |
| Chris                          | 30. Juni bis 1. Juli       | Tropischer Sturm      | 75 km/h                          | 1005 hPa  | Mexiko |                     | 5    |         |
| Debby                          | 3. Aug. bis 9. August      | Kategorie-1-Hurrikan  | 130 km/h                         | 979 hPa   | Hispaniola, Kuba, Cayman Islands, Südosten der USA, insbesondere Florida, Georgia, South und North Carolina, Kanada                                                             | 6,6 Mrd.            | 12   |         |
| Ernesto                        | 12. Aug. bis 20. August    | Kategorie-2-Hurrikan  | 155 km/h                         | 967 hPa   | nordöstliche Antillen, Puerto Rico, Bermuda, Kanadische Atlantikküste |                     | 3    |         |
| Francine                       | 9. Sep. bis 12. September  | Kategorie-2-Hurrikan  | 165 km/h                         | 972 hPa   | Mexiko, Texas, Louisiana, Mississippi, Alabama, Florida | 1,3 Mrd.            |      |         |
| Gordon                         | 11. Sep. bis 17. September | Tropischer Sturm      | 75 km/h                          | 1004 hPa  | |                     |      |         |
| Helene                         | 24. Sep. bis 27. September | Kategorie-4-Hurrikan  | 220 km/h                         | 939 hPa   | Cayman Islands, Nicaragua, Honduras, Mexiko, Kuba, Südosten der USA, insbesondere North Carolina                                                                                | 78,7 Mrd.           | 175  |         |
| Isaac                          | 25. Sep. bis 30. September | Kategorie-2-Hurrikan  | 165 km/h                         | 963 hPa   | |                     |      |         |
| Joyce                          | 27. Sep. bis 30. September | Tropischer Sturm      | 85 km/h                          | 1001 hPa  | |                     |      |         |
| Kirk                           | 29. Sep. bis 7. Oktober    | Kategorie-4-Hurrikan  | 240 km/h                         | 928 hPa   | |                     |      |         |
| Leslie                         | 2. Okt. bis 12. Oktober    | Kategorie-2-Hurrikan  | 165 km/h                         | 970 hPa   | |                     |      |         |
| Milton                         | 5. Okt. bis 10. Oktober    | Kategorie-5-Hurrikan  | 285 km/h                         | 895 hPa   | Mexiko, Florida, Georgia, South Carolina, Bahamas, Kuba | 38 Mrd.             | 15   |         |
| Nadine                         | 19. Okt. bis 20. Oktober   | Tropischer Sturm      | 95 km/h                          | 1002 hPa  | Belize, Mexiko |                     | 7    |         |
| Oscar                          | 19. Okt. bis 22. Oktober   | Kategorie-1-Hurrikan  | 140 km/h                         | 984 hPa   | Turks- und Caicosinseln, Kuba, Bahamas |                     | 8    |         |
| Patty                          | 2. Nov. bis 04. November   | Tropischer Sturm      | 100 km/h                         | 982 hPa   | Azoren |                     |      |         |
| Rafael                         | 4. Nov. bis 10. November   | Kategorie-3-Hurrikan  | 195 km/h                         | 954 hPa   | Jamaika, Cayman Islands, Kuba | mind. 500 Millionen | 2    |         |
| Sara                           | 14. Nov. bis 19. November  | Tropischer Sturm      | 85 km/h                          | 997 hPa   | Dominikanische Republik, Honduras, Guatemala, El Salvador, Belize, Mexiko |                     | 7    |         |
| Saison insgesamt / Extremwerte |                            |                       |                                  |           | |                     |      |         |
| 18 Systeme                     | 19. Juni bis 19. November  |                       | 285 km/h                         | 895 hPa   | | min. 133,7 Mrd.     | 270  | [ 223 ] |